# Moussa Narry
Moussa Narry   (Maradi, 19 d'abril de 1986) és un futbolista del Níger, internacional amb Ghana, de la dècada de 2010.
Fou internacional amb la selecció de futbol de Ghana.
Pel que fa a clubs, destacà a Sahel SC, Étoile Sportive du Sahel i AJ Auxerre.